# Benjamín Gil
Romar Benjamín Gil Aguilar (Tijuana, Baja California; 6 de octubre de 1972) apodado "El matador" es uno de los beisbolistas mexicanos más exitosos pues participó como jugador, coach y manejador en Grandes Ligas de Béisbol, Liga Mexicana del Pacífico y Liga Mexicana de Béisbol, Serie del Caribe, Clásico Mundial de Beisbol.  
Como jugador, en su carrera de 20 años,  ganó 1 título de Grandes Ligas de Béisbol, (título en 2002 con Anaheim, en el período 1993-2003) 4 en Liga Mexicana del Pacífico (1991-2010), 1 en Liga Mexicana de Béisbol (2004-2011) y 2 títulos en Serie del Caribe (1996 y 2002).
Como mánager ha obtenido 5 campeonatos de Liga Mexicana del Pacífico, dirigiendo a los Tomateros de Culiacán y Charros de Jalisco. También lo ha sido coach para la Selección Mexicana en la Serie del Caribe y en Clásico Mundial de Béisbol.
Fue entrenador con los Ángeles de Anaheim por 3 años.

## Trayectoria como Jugador

### Grandes Ligas de Béisbol
Benjamín Gil jugó en dos equipos, debutó en MLB en 1993 con los Rangers de Texas en donde jugó por 4 temporadas, después participó con Los Angels de Anaheim donde obtuvo un campeonato de serie mundial.

#### Estadísticas en MLB
| Estadísticas en MLB |                       |     |     |    |    |    |    |    |    |    |     |    |      |
| Año                 | Equipo                | JJ  | VAB | CA | H  | H2 | H3 | HR | CP | BB | SO  | BR | AVE  |
| 1993                | Rangers de Texas      | 22  | 57  | 3  | 7  | 0  | 0  | 0  | 2  | 5  | 22  | 1  | .123 |
| 1995                | Rangers de Texas      | 130 | 415 | 36 | 91 | 20 | 3  | 9  | 46 | 26 | 147 | 2  | .219 |
| 1996                | Rangers de Texas      | 5   | 5   | 0  | 2  | 0  | 0  | 0  | 1  | 1  | 1   | 0  | .400 |
| 1997                | Rangers de Texas      | 110 | 317 | 35 | 71 | 13 | 2  | 5  | 31 | 17 | 96  | 1  | .224 |
| 2000                | Los Angels de Anaheim | 110 | 301 | 28 | 72 | 14 | 1  | 6  | 23 | 30 | 59  | 10 | .239 |
| 2001                | Los Angels de Anaheim | 104 | 260 | 33 | 77 | 15 | 4  | 8  | 39 | 14 | 57  | 3  | .296 |
| 2002                | Los Angels de Anaheim | 61  | 130 | 11 | 37 | 8  | 1  | 3  | 20 | 5  | 33  | 2  | .285 |
| 2003                | Los Angels de Anaheim | 62  | 125 | 12 | 24 | 5  | 1  | 1  | 9  | 4  | 33  | 5  | .192 |

#### Campeonato de MLB
| Equipo                | Temporada |
| --------------------- | --------- |
| Los Angels de Anaheim | 2002      |

### Liga Mexicana del Pacífico
Benjamín Gil participó durante 19 temporadas consecutivas, estuvo con 3 diferentes equipos de la Liga Mexicana del Pacífico, debutó en la temporada 1991-92 con los Águilas de Mexicali, hasta la campaña 2009-10; durante esos años estuvo con: Águilas de Mexicali, Algodoneros de Guasave y Tomateros de Culiacán.Como jugador obtuvo 4 campeonatos, todos con Tomateros de Culiacán en la temporada 1995-96, 1996-97, 2001-02 y 2003-04.

#### Estadísticas en LMP
| Estadísticas en LMP |                        |     |       |     |     |    |    |    |     |     |     |     |      |
| Año                 | Equipo                 | JJ  | VAB   | CA  | H   | H2 | H3 | HR | CP  | BB  | SO  | BR  | AVE  |
| 1991-92             | Águilas de Mexicali    | 18  | 29    | 6   | 9   | 2  | 0  | 0  | 0   | 3   | 8   | 1   | .310 |
| 1992-93             | Águilas de Mexicali    | 9   | 26    | 5   | 6   | 0  | 0  | 2  | 3   | 3   | 5   | 4   | .231 |
| 1993-94             | Algodoneros de Guasave | 42  | 168   | 30  | 49  | 6  | 1  | 3  | 18  | 22  | 31  | 16  | .292 |
| 1994-95             | Tomateros de Culiacán  | 53  | 185   | 47  | 50  | 7  | 3  | 9  | 29  | 43  | 44  | 15  | .270 |
| 1995-96             | Tomateros de Culiacán  | 32  | 114   | 17  | 32  | 3  | 0  | 3  | 15  | 21  | 29  | 7   | .281 |
| 1996-97             | Tomateros de Culiacán  | 21  | 69    | 11  | 17  | 6  | 0  | 2  | 10  | 12  | 12  | 3   | .246 |
| 1997-98             | Tomateros de Culiacán  | 33  | 117   | 16  | 29  | 3  | 0  | 4  | 14  | 11  | 22  | 5   | .248 |
| 1998-99             | Tomateros de Culiacán  | 51  | 178   | 35  | 55  | 9  | 5  | 2  | 25  | 35  | 43  | 11  | .309 |
| 1999-00             | Tomateros de Culiacán  | 26  | 91    | 16  | 31  | 3  | 1  | 5  | 14  | 7   | 14  | 1   | .341 |
| 2000-01             | Tomateros de Culiacán  | 37  | 143   | 20  | 33  | 3  | 0  | 4  | 14  | 20  | 32  | 9   | .231 |
| 2001-02             | Tomateros de Culiacán  | 33  | 116   | 18  | 28  | 3  | 0  | 4  | 18  | 13  | 23  | 5   | .241 |
| 2002-03             | Tomateros de Culiacán  | 23  | 94    | 13  | 31  | 5  | 1  | 4  | 20  | 2   | 21  | 4   | .330 |
| 2003-04             | Tomateros de Culiacán  | 61  | 225   | 31  | 59  | 13 | 0  | 8  | 38  | 29  | 51  | 15  | .262 |
| 2004-05             | Tomateros de Culiacán  | 16  | 57    | 7   | 15  | 2  | 0  | 1  | 7   | 6   | 15  | 1   | .263 |
| 2005-06             | Tomateros de Culiacán  | 56  | 199   | 20  | 44  | 4  | 1  | 4  | 25  | 16  | 52  | 5   | .221 |
| 2006-07             | Águilas de Mexicali    | 32  | 122   | 14  | 27  | 6  | 0  | 2  | 20  | 10  | 31  | 1   | .221 |
| 2007-08             | Tomateros de Culiacán  | 63  | 213   | 23  | 49  | 14 | 0  | 3  | 10  | 17  | 58  | 2   | .230 |
| 2008-09             | Águilas de Mexicali    | 38  | 139   | 19  | 40  | 5  | 2  | 6  | 26  | 7   | 32  | 0   | .288 |
| 2009-10             | Algodoneros de Guasave | 25  | 76    | 9   | 17  | 3  | 0  | 1  | 11  | 12  | 18  | 2   | .224 |
| TOTAL               |                        | 669 | 2,361 | 357 | 621 | 97 | 14 | 64 | 317 | 289 | 541 | 107 | .263 |

#### Campeonato de LMP
| Equipo                | Temporada |
| --------------------- | --------- |
| Tomateros de Culiacán | 1995-96   |
| Tomateros de Culiacán | 1996-97   |
| Tomateros de Culiacán | 2001-02   |
| Tomateros de Culiacán | 2003-04   |

### Liga Mexicana de Béisbol
Benjamín Gil debutó en Liga Mexicana de Béisbol en 2004 con los Toros de Tijuana, en donde jugó por 7 temporadas, durante esos años estuvo con 4 diferentes equipos: Toros de Tijuana, Sultanes de Monterrey, Dorados de Chihuahua y Guerreros de Oaxaca.
Como jugador obtuvo 1 campeonato, con Sultanes de Monterrey en 2007.

#### Estadísticas en LMB
| Estadísticas en LMB |                       |     |       |     |     |     |    |    |     |    |     |    |      |
| Año                 | Equipo                | JJ  | VAB   | CA  | H   | H2  | H3 | HR | CP  | BB | SO  | BR | AVE  |
| 2004                | Toros de Tijuana      | 33  | 126   | 26  | 36  | 9   | 0  | 2  | 21  | 0  | 29  | 10 | .286 |
| 2006                | Sultanes de Monterrey | 57  | 198   | 45  | 74  | 9   | 1  | 11 | 45  | 1  | 35  | 8  | .374 |
| 2007                | Sultanes de Monterrey | 84  | 303   | 43  | 91  | 18  | 2  | 6  | 43  | 3  | 61  | 9  | .300 |
| 2008                | Dorados de Chihuahua  | 104 | 379   | 58  | 121 | 30  | 5  | 10 | 59  | 6  | 83  | 9  | .319 |
| 2009                | Dorados de Chihuahua  | 90  | 329   | 64  | 108 | 34  | 4  | 3  | 49  | 5  | 56  | 7  | .328 |
| 2010                | Dorados de Chihuahua  | 93  | 336   | 46  | 97  | 15  | 3  | 9  | 48  | 5  | 72  | 8  | .289 |
| 2011                | Guerreros de Oaxaca   | 16  | 56    | 5   | 14  | 1   | 0  | 2  | 5   | 0  | 15  | 0  | .250 |
| TOTAL               |                       | 477 | 1,727 | 287 | 541 | 116 | 15 | 43 | 270 | 20 | 351 | 51 | .306 |

#### Campeonato de LMB
| Equipo                | Temporada |
| --------------------- | --------- |
| Sultanes de Monterrey | 2007      |

### Serie del Caribe
Benjamín Gil como jugador obtuvo 2 campeonatos de Serie del Caribe, ambos con Tomateros de Culiacán en 1996 y 2002.

#### Campeonato de Serie del Caribe
| Equipo                | Año  |
| --------------------- | ---- |
| Tomateros de Culiacán | 1996 |
| Tomateros de Culiacán | 2002 |

## Trayectoria como Mánager
Inició su carrera como mánager en 2014, en la Liga Mexicana del Pacífico con los Tomateros de Culiacán, logrando el campeonato esa misma temporada. Después de la temporada 2022-2023, los Tomateros anunciaron el despido de Gil.

#### Campeonato de LMP
| Equipo                | Temporada |
| --------------------- | --------- |
| Tomateros de Culiacán | 2014-15   |
| Tomateros de Culiacán | 2017-18   |
| Tomateros de Culiacán | 2019-20   |
| Tomateros de Culiacán | 2020-21   |
| Charros de Jalisco    | 2024-25   |

Fue designado como mánager de los Mariachis de Guadalajara para la temporada 2021. En 2021 Benjamín Gil fue electo Manager del Año 2021 de la Liga.

#### Serie del Caribe
Ha sido entrenador de la selección de México en la Serie del Caribe, en 2020 y 2021, para lo cual, no logró avanzar a la final. En 2025, llegaron a la final contra Dominicana, la cual perdieron 1-0 en Mexicali B.C. 

#### Clásico Mundial de Beisbol
En 2023, Gil fue asignado como Manejador de la Selección Mexicana habiendo conseguido el tercer lugar en la Serie, siendo la mejor actuación mexicana conseguida, en tal clásico.

#### Coach de los Angelinos
Gil fue asignado en 2022 como coach de primera al equipo con el que inició en las Grandes Ligas, los Angelinos de California.
Coach de los Charros
Llega con los Charros en diciembre del 2023, haciéndolos campeones en la temporada 2024-2025 en una final contra Tomateros quedando 4-2